# The Last Blade 2
The Last Blade 2 est un jeu vidéo de combat en 2D développé et édité par SNK en 1998 sur borne d'arcade Neo-Geo MVS et en 1999 sur console Neo-Geo AES et Neo-Geo CD (NGM 243),,,. C'est la suite directe de The Last Blade dont il améliore la jouabilité, les graphismes et ajoute de nouveaux combattants. Le jeu a été porté sur PlayStation 2 et Dreamcast.

## Histoire
Elle se déroule six mois après les évènements de The Last Blade, en 1864, toujours en plein Bakumatsu. Kagami Shinnosuke le misanthrope a finalement réussi son plan maléfique d'ouvrir la porte des enfers pour purifier le monde de l'humanité.
Bien que vaincu par Kaede et son invocation de Seiryu il n'en a pas moins réussi son plan: la porte des enfers est toujours ouverte et deux esprits diaboliques ont pénétré sur terre.
Les héros doivent désormais non seulement trouver comment refermer le portail maudit mais en plus vaincre ces deux esprits.

## Système de jeu
Il reprend globalement celui du premier épisode: quatre boutons (deux pour attaquer à l'épée, un pour les coups de pied, un dernier pour contrer) et deux modes de jeu (puissance ou vitesse).
Seul quelques petits changements ont été apportés à la jouabilité, principalement au niveau de la chope qui se fait désormais en associant les deux boutons de pied et de contre.

## Spécificités
Avec The King of Fighters '98: The Slugfest et Garou: Mark of the Wolves, The Last Blade 2 est le jeu qui correspond à l'apogée créatrice de SNK, la Neo-Geo est techniquement poussée dans ses derniers retranchements, le jeu est magnifique et bénéficie d'un système de zoom très élaboré. La jouabilité bénéficie entièrement de l'expérience accumulée de ce spécialiste du jeu de combat, le jeu est toujours joué et des tournois continuent d'être organisés au Japon.

## Nouveaux personnages
- Shinnosuke Kagami : Le terrible misanthrope vaincu par Kaede dans le premier épisode, précipité en enfer il s'est vu très vite réincarné grâce à l'ouverture du portail. Possesseur de l'un des gardiens, Suzaku, il bénéficie de son pouvoir de feu.

- Setsuna : Surnommé "l'âme noir" c'est un esprit infernal qui a réussi à s'introduire sur terre, son style est tout à fait macabre.

- Hibiki Takane : Une jeune fille pratiquante de Iaidō, c'est peut-être le plus connu des personnages du jeu en occident grâce à son apparition dans Capcom vs. SNK 2.

- Kaori Sanada : Petite sœur de Kojiroh Sanada, mort dans le premier épisode, elle prend son identité pour enquêter sur les raisons de sa mort. Elle a un style proche de son frère.

- Musashi Akatsuki : Personnage caché des versions Dreamcast et Neo-Geo CD c'est un puissant bretteur inspiré de Miyamoto Musashi.

- Hagure Hitogata : Un drôle de personnage caché, c'est un esprit que l'on peut faire invoquer par Akari en début de match et qui la transforme automatiquement en personnage similaire à l'adversaire, match miroir assuré.

- Kouryu : Le dernier boss, l'un des deux esprits ayant réussi à s'introduire dans le monde des vivants. Réincarnation de Gaisei, il est dévoré par l'ambition de récupérer le pouvoir des Quatre animaux.

## Portage
- PlayStation 2 : Compilation (exclusivité japonaise)
- Dreamcast (2000)

## Série
1. The Last Blade (1997)
2. The Last Blade 2